# Giovanni Durli
Giovanni Durli (Palmanova, 10 settembre 1913 – Malta, 23 maggio 1943) è stato un militare e aviatore italiano, decorato con la medaglia d'oro al valor militare alla memoria nel corso della seconda guerra mondiale.

## Biografia

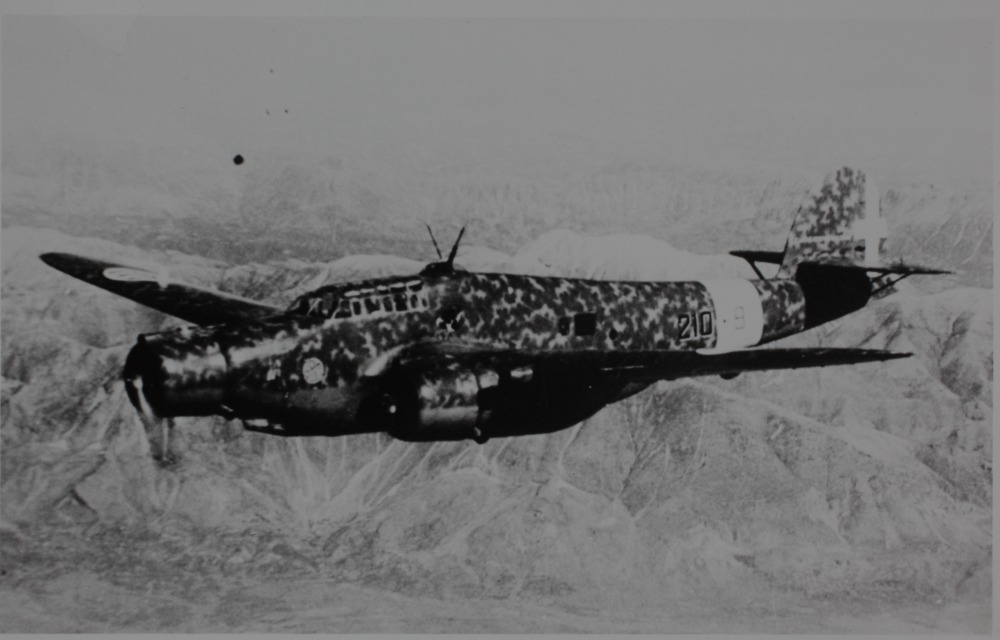
Un bombardiere CANT Z.1007 Alcione.

Nacque a Palmanova il 10 settembre 1913. All'età di 18 anni si arruolò nella Regia Aeronautica in qualità di allievo motorista e, dopo avere frequentato la Scuola specialisti di Capua, fu promosso aviere scelto nel febbraio 1933 e primo aviere nel gennaio 1935. Due mesi dopo e precisamente il 7 marzo, partiva per Africa Orientale in servizio presso il 7º Stormo Bombardamento terrestre mobilitato, con il quale prese parte alla guerra d'Etiopia. Rientrato in Italia nel febbraio 1937, con la promozione a sergente per merito di guerra, fu per un anno volontario in Spagna partecipando alla guerra civile in servizio presso l'Aviazione Legionaria. Rientrato in Italia venne assegnato al 16º Stormo Bombardamento Terrestre, e promosso sergente maggiore nell'agosto 1938 due anni dopo, mobilitato, fu trasferito all'Aeronautica dell'Egeo. Assegnato alla 210ª Squadriglia, 50º Gruppo del 16º Stormo volò a bordo dei bombardieri CANT Z.1007 Alcione. Prese parte alla campagna italiana di Grecia, dove fu decorato con la medaglia di bronzo al valor militare, e a missioni sul Mediterraneo e su Malta che gli valsero la concessione di una croce di guerra al valor militare. Maresciallo di 3ª classe per merito di guerra nel 1941, cadde in combattimento il 23 maggio 1943 sul cielo di Malta, e venne decorato dapprima con una seconda croce di guerra al valor militare e poi con la medaglia d'oro al valor militare alla memoria.

### Fonti
1. 1 2 3 4 5 6 7  Combattenti Liberazione.
2. 1 2  Gruppo Medaglie d'Oro al Valor Militare 1965, p. 18.
3. 1 2  Ufficio Storico dell'Aeronautica Militare 1969, p. 168.
4. ↑   Medaglia d'oro al valor militare Durli, Giovanni, su quirinale.it, Quirinale. URL consultato l'11 luglio 2021.